# Беляков, Виктор Николаевич
Виктор Николаевич Беляков (7 июня 1963, Уфа или Талас — 16 мая 2023) — советский и российский хоккеист, нападающий. Мастер спорта СССР, мастер спорта России. Российский тренер.

## Биография
Воспитанник СК им. Салавата Юлаева, тренер Владимир Чариков. Выступал за команды «Салават Юлаев» (1981/82 — 1986/87, 1988/89 — 1990/91), СКА Свердловск (1987/88 — 1988/89), «Авангард» Уфа (1989/90 — 1990/91), «Авангард» Омск (1990/91 — 1992/93), «Рубин» Тюмень (1993/94 — 1994/95), «Спутник» Нижний Тагил (1994/95), «Холмогорец» (Ноябрьск, 1994/95), польские СТС (1995/96) и ТТХ (1996/97).
Окончил БСХИ, Уральскую государственную академию физической культуры.
Работал в школах клубов «Лада» Тольятти (2001—2006, 2013—2023), «Салават Юлаев» (2008—2010), «Нефтяник» Альметьевск (2010—2011).
Скончался 16 мая 2023 года.